# 特列季亚巴德站
特列季亞巴德站（羅馬化：Tret'ya Pad）是俄羅斯薩哈林鐵路的一個車站，位於特列季亞巴德村（原日治時期的千歲村境內），以所在村莊名字命名。其前身為日治時期鐵道省樺太東線車站三之澤站（日语：／ Sannosawa eki */?）。

## 歷史
- 1906年－三之澤站為軍需輸送之目的開通開業，使用600mm軌道間距之軍用輕便鐵道行駛於大泊站～豐原站之間（43.3km）。
- 1910年－改軌為1067mm軌道間距。
- 1911年－豐原站～榮濱站間開通後稱之為泊榮線。
- 1941年－樺太鐵道（股份）國有化後屬於樺太東線之一站。
- 1945年8月：蘇聯紅軍侵攻、佔領南樺太後，包含車站全線均被蘇聯紅軍所接收，更名為特列季亞巴德站並沿用至今。
- 1946年4月1日 - 編入蘇聯國鐵。